# Benetton B189
O  B189/B189B é o modelo da Benetton nas temporadas de 1989 e até a segunda prova da de 1990 da Fórmula 1.
Condutores do B189: Alessandro Nannini e Emanuele Pirro e condutores do B189B: Alessandro Nannini e Nelson Piquet. 

## Resultados[1][2]
(legenda)
| Ano  | Chassi | Motor                 | Pneus | N° | Pilotos            | 1   | 2   | 3   | 4   | 5   | 6   | 7   | 8   | 9   | 10  | 11  | 12  | 13  | 14  | 15  | 16  | Pontos   | Posição |  |
| ---- | ------ | --------------------- | ----- | -- | ------------------ | --- | --- | --- | --- | --- | --- | --- | --- | --- | --- | --- | --- | --- | --- | --- | --- | -------- | ------- |  |
|      |        |                       |       |    |                    |     |     |     |     |     |     |     |     |     |     |     |     |     |     |     |     |          |         |  |
|      |        |                       |       |    |                    | BRA | SMR | MON | MEX | USA | CAN | FRA | GBR | GER | HUN | BEL | ITA | POR | ESP | JAP | AUS |          |         |  |
| 1989 | B189   | Ford Cosworth HBA4 V8 | G     | 19 | Alessandro Nannini |     |     |     |     |     |     | Ret | 3   | Ret | Ret | 5   | Ret | 4   | Ret | 1   | 2   | 261 (39) | 4°      |  |
| 1989 | B189   | Ford Cosworth HBA4 V8 | G     | 20 | Emanuele Pirro     |     |     |     |     |     |     |     |     | Ret | 8   | 10  | Ret | Ret | Ret | Ret | 5   | 261 (39) | 4°      |  |
|      |        |                       |       |    |                    |     |     |     |     |     |     |     |     |     |     |     |     |     |     |     |     |          |         |  |
|      |        |                       |       |    |                    | USA | BRA | SMR | MON | CAN | MEX | FRA | GBR | GER | HUN | BEL | ITA | POR | ESP | JAP | AUS |          |         |  |
| 1990 | B189B  | Ford Cosworth HBA4 V8 | G     | 19 | Alessandro Nannini | 11  | 10† |     |     |     |     |     |     |     |     |     |     |     |     |     |     | 42 (71)  | 3°      |  |
| 1990 | B189B  | Ford Cosworth HBA4 V8 | G     | 20 | Nelson Piquet      | 4   | 6   |     |     |     |     |     |     |     |     |     |     |     |     |     |     | 42 (71)  | 3°      |  |

† Completou mais de 90% da distância da corrida.
↑1  Do GP do Brasil até a Grã-Bretanha utilizou o B188 marcando 13 pontos (39 no total). 
↑2  A partir do GP de San Marino utilizou o B190 marcando 67 pontos (71 no total).